# Latinizam
Latinizmi su posuđenice i usvojenice u hrvatskom jeziku koje potječu iz latinskog jezika.
Latinizam je skupni naziv za veliki broj djela na latinskome jeziku, koje su pisali hrvatski autori, hrvatski književnici i znanstvenici.

## Latinizmi u hrvatskome jeziku
Latinizama ima zaista mnogo, ne samo u hrvatskome jeziku, nego i u ostalim europskim jezicima. Latinizmi se zajedno s grecizmima nazivaju europeizmi ili internacionalizmi, jer su ti leksemi rašireni u brojnim jezicima.
Latinski se izričaj može osjetiti u riječima poput dekoracija, estimacija, impotencija, kontemplacija, kompozicija, memorija, prohibicija...' itd., a za njih imamo i odgovarajuće hrvatske zamjene.
No, česte su i usvojenice koje su se vrlo dobro prilagodile hrvatskome jeziku:
civil, doktor, formula, horor, humus, literatura...
Latinski se jezik proširio na područje Hrvatske i Bosne i Hercegovine za vrijeme rimske okupacije, a učvršćenju latinskoga jezika pridonosi Katolička Crkva koja ga je prihvatila kao svoj crkveni i službeni jezik.
Uporaba latinskoga jezika na hrvatskim prostorima traje više stoljeća, sve do kraja 18. stoljeća. Mnogi spomenici i značajna književna djela očuvana su na latinskome jeziku, kao i veliki broj pravno-administrativnih spisa javnoga i privatnog karaktera (naredbe, darovnice, oporuke, ugovori, imenovanja, dopisivanja i slično).
| Latinizam         | Etimologija                                                                         |
| ----------------- | ----------------------------------------------------------------------------------- |
| aboriđin          | ab -od + origo, originis -izvor                                                     |
| apstraktno        | abs -od + trahere, tractus -vući                                                    |
| absurd            | ab -od + surdus -gluh, njem                                                         |
| ambijent          | ambiens, -entis od ambi -oko + ire, itus -ići                                       |
| deficit           | de -dolje, od + facere, factus -činiti                                              |
| dizajn            | de -dolje, od + signare -označiti od signum -znak                                   |
| deponij           | de -od, dolje + ponere -staviti                                                     |
| destilacija       | dis -razdvojiti, odvajanje + stillare -kapati od stilla kapljica                    |
| detektiv          | de -od + tegere -pokriti                                                            |
| ekspedicija       | ex -iz + pes, pedis -stopalo, noga                                                  |
| emocija           | e -iz + movere, motus -kretati se                                                   |
| erozija           | e -iz + rodere -gristi                                                              |
| fragment          | frangere -lomiti + mens, mentis -um (kao nastavak za imenice ne doprinosi značenju) |
| fraktal           | fractus -slomljen od frangere -lomiti + al -od, koji se odnosi na, koji ima vezu    |
| infekcija         | in -u + facere -činiti                                                              |
| infarkt           | in -u + farcire -puniti                                                             |
| informacija       | in -u + forma -oblik                                                                |
| inspektor         | in -u + spectere, spectus -gledati                                                  |
| instrukcije       | in -u + struere, structus -graditi                                                  |
| inteligencija     | inter -među + legere, lectus -izabrati                                              |
| interes           | inter -između + esse -biti                                                          |
| kombinacija       | com -sa, zajedno + bis -dvostruko                                                   |
| koncentracija     | con -sa, zajedno + centrum -središte                                                |
| koncept           | con -sa, zajedno + capere, captus -uzeti                                            |
| kongres           | con -sa, zajedno + gradi, gressus -koračati                                         |
| konferencija      | con -sa, zajedno + ferre -nositi                                                    |
| konformni         | con -sa, zajedno + forma -oblik                                                     |
| konklava          | con -sa, zajedno + clavis -ključ                                                    |
| konkretno         | con -sa, zajedno + crescere -rasti                                                  |
| kolizija          | co -sa, zajedno + laedere -udariti                                                  |
| kolega            | co -sa, zajedno + legare -izabrati                                                  |
| kontrast          | contra -protiv + stare -stajati                                                     |
| kontracepcija     | contra -protiv + capere, captus -uzeti                                              |
| kontroverza       | contra -protiv + vertere, versus -okretati                                          |
| kontrola          | contra -protiv + rotulus -kotačić, rota -kotač                                      |
| kopija            | co -sa, zajedno + ops, opis -obilje                                                 |
| mandat            | manus -ruka + dare, datus -dati                                                     |
| manufaktura       | manus -ruka + facere, factus -činiti + ur -koji se odnosi na, koji ima vezu         |
| objekt            | ob -protiv, prema + jacere, jactus -baciti                                          |
| percepcija        | per -kroz + capere, captus -uzeti                                                   |
| parfem            | per -kroz + fumare -dimiti se                                                       |
| prefiks           | prae -pred + figere, fixus -pričvrstiti                                             |
| premija           | prae -pred + emere -kupiti                                                          |
| prezent           | prae -pred + esse -biti                                                             |
| proces, procesija | pro -naprijed + cedere, cessus -ići                                                 |
| profesija         | pro -naprijed + fateri, fassus -priznati, potvrditi                                 |
| prohibicija       | pro -za + habere -držati, imati                                                     |
| projektor         | pro -naprijed + jacere, jactus -baciti                                              |
| promocija         | pro -naprijed + movere, motus -kretati se                                           |
| propaganda        | pro -naprijed + pangere -pričvrstiti                                                |
| propeler          | pro -naprijed + pellere -gurati                                                     |
| proporcija        | pro -naprijed, ispred + pars, partis -dio                                           |
| provizija         | pro -naprijed + videre, visus -gledati                                              |
| provocirati       | pro -naprijed + vocare -zvati                                                       |
| reakcija          | re -natrag, ponovo + agere, actus -raditi, činiti                                   |
| recept            | re -natrag, ponovo + capere, captus -uzeti                                          |
| referendum        | re -natrag, ponovo + ferre -nositi                                                  |
| refleks           | re -natrag, ponovo + flectere -saviti                                               |
| reforma           | re -natrag, ponovo + forma -oblik                                                   |
| regija            | regere -vladati                                                                     |
| reklama           | re -natrag, ponovo + clamare -vikati                                                |
| renovirati        | re -natrag, ponovo + novare -činiti novim od novus -nov                             |
| subjekt           | sub -pod, ispod + jacere, jactus -baciti                                            |
| sugestija         | sub -pod + gerere, gestus -nositi                                                   |
| superlativ        | super -nad, iznad + ferre, latus -nositi                                            |
| transport         | trans -preko + portare -nositi                                                      |
| tradicija         | trans -preko + dare, datus -dati                                                    |
| trajekt           | trans -preko + jacere, jactus -baciti, poslati                                      |
| tranzicija        | trans -preko + ire, itus -ići                                                       |

U engleskom jeziku latinizmi su osobito česti npr. admit (ad -do + mittere, missus -poslati), commit (com -sa, zajedno + mittere, missus -poslati), emit (e, ex -iz + mittere, missus -poslati), omit (ob -prema, protiv + mittere, missus -poslati), permit (per -kroz + mittere, missus -poslati), promise (pro -naprijed + mittere, missus -poslati), transmit (trans -preko + mittere, missus -poslati).

## Vanjske poveznice
- Latinizam Hrvatska enciklopedija. LZMK

Etimološki rječnici:
- http://www.etymonline.com/
- http://hjp.znanje.hr/